# Бессерверные вычисления
Бессерверные вычисления (англ. serverless computing) — стратегия организации платформенных облачных услуг, при которой облако автоматически и динамически управляет выделением вычислительных ресурсов в зависимости от пользовательской нагрузки. Основная задача такой стратегии — реализация шаблона «функция как услуга», при котором для выполнения каждого запроса (вызова функции) создаётся отдельный контейнер или виртуальная машина, уничтожающиеся после выполнения.
Наименование связано с тем, что пользователям в этой стратегии не нужно иметь дело с выделением и настройкой «серверов» (как инфраструктурных единиц — виртуальных машин, контейнеров, так и программных серверов — серверов баз данных, серверов приложений, экземпляров сред выполнения): все настройки и планирование вычислительных ресурсов, необходимые для запуска кода по требованию или по событию, скрыты от пользователей и управляются облаком. Бессерверный код может быть частью приложений, построенных на традиционной архитектуре, например, на микросервисах.
Стратегия реализована в основных платформах FaaS: AWS Lambda, Google Cloud Functions, Apache OpenWhisk и основанном на ней сервисе IBM Cloud, Azure Functions в облаке Microsoft, сервисе Fn от Oracle. Кроме того, в конце 2010-х годов стратегия получила распространение в реализациях облачных СУБД, таковы, например, Azure Data Lake (работает в Microsoft Azure и динамически выделяет и высвобождает вычислительные ресурсы, работая с данными в сервисе постоянного хранения), Snowflake (работающая с данными в S3 и создающая вычислительные экземпляры по мере нагрузки), FaunaDB.